# بمباران

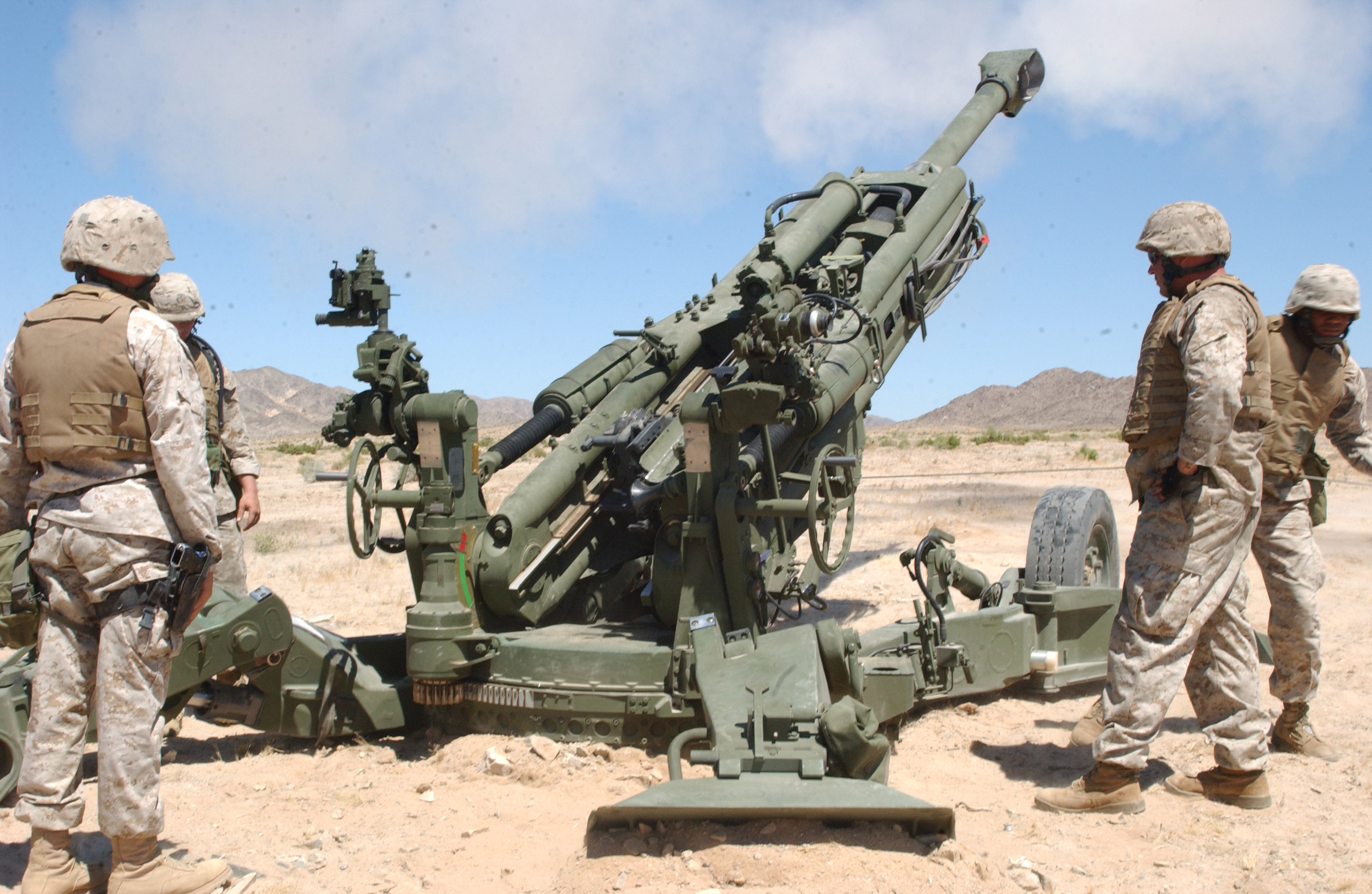
بمباران توسط یک توپخانه

بُمباران یا بمباردمان (از فرانسوی: bombardement‎، رایج در فارسی افغانستان و فارسی ایرانی قدیم) یک نوع حمله است که با آتش توپخانه یا با انداختن بمب هوایی و یا موشک توسط هواگرد (هواپیما یا هواگرد نظامی یا پهپاد) بر روی استحکامات، جنگجویان یا شهرها و ساختمان‌ها انجام می‌شود. موشک‌باران به معنی بمباران توسط موشک هدایت‌شونده یا موشک آزاد و یا راکت است که برای تحقیر و کم‌اهمیت نشان‌دادن موشک‌پَرانی یا موشک‌بازی گفته می‌شود.
قبل از جنگ جهانی اول، این اصطلاح فقط به بمباران اشیاء بی‌دفاع یا بدون دفاع، خانه‌ها، ساختمان‌های عمومی و غیره اطلاق می‌شد. همچنین این اصطلاح فقط بطور نادرست و نارایج برای توصیف حملات توپخانه به دژها یا مواضع مستحکم در آماده‌سازی برای حملات توسط پیاده نظام بکار می‌رفت. ولی از آن بعد، با پیشرفت فناوری، این اصطلاح به معنای هرگونه حمله انبوه توسط توپخانه یا موشک‌های تاکتیکی کوتاه‌بُرد و بعداً بمباران راهبردی (هوایی) توسط هواگردها یا موشک‌های دوربُرد تغییر کرد.

## ریشه‌شناسی
ریشه‌شناسی دقیق «بُمباران» در فارسی مشخص نیست، چون دو احتمال وجود دارد:
1. ادغام زبان‌شناسی از «بمب‌باران» به معنی باران بمب یا بارش بمب که خود کلمه «بمب» وام‌واژه از فرانسوی bombe است.
2. دگرگونی «بمباردمان» فرانسوی (bombardement) که برای اشاره به این مفهوم بکار می‌رود به منظور فارسی‌سازی و درک راحت.